# Hugo Wilhelm von Abercron
Hugo Wilhelm von Abercron (ur. 24 października 1869 na Bosaczu, zm. 16 kwietnia 1945 w Berlinie) – niemiecki pionier lotnictwa, baloniarz i  generalmajor.

## Życiorys
Jego rodzicami byli major w stanie spoczynku Christian Friedrich i Maria Teresa z domu Hinsch. Kiedy ukończył gimnazjum rozpoczął podobnie jak ojciec karierę wojskową. Współpracował z hrabią Ferdynandem von Zeppelinem, który był twórcą sterowców. Jednak jego zainteresowaniem były balony wolno latające, za które w 1912 roku Uniwersytet w Marburgu nadał doktorat honorowy.
30 września 1906 roku reprezentował Niemcy podczas Pucharu Gordona Bennetta.
W czasie I wojny światowej był dowódcą punktu, którego głównym zadaniem był zwiad z wykorzystaniem balonów. W latach 1932–1937 był dyrektorem Instytutu popularnych nauk przyrodniczych "Urania" (Institut fūr volkstūmliche Naturkunde "Urania") w Berlinie. Wydał szereg monografii poświęconych balonom. Najobszerniejsze to Podniebny wędrowca, który był przewodnikiem dla lotników balonowych z licznymi rycinami, planami i fotografiami, który zawierał 15 tomów poświęconych poszczególnym terenom, np. Brandenburgia z Berlinem (Brandenburg mit Berlin), Miasta Frankońskie (Fränkische Städte), Górne Łużycze, Podgórze śląskie (Oberlausitz, Schlesisches Bergland).

## Twórczość
- Balony wolne i na uwięzi - Frei- und Fesselballone (1925),
- 500 lotów balonem wolnym. Przeżycia i doświadczenia - 500 Fahrten im Freiballon. Erlebnisse und Erfahrungen (1929),
- Podniebny wędrowca - Der Luft-Wanderer,
- Oficer i pionier lotnictwa. Relacje z czynów i wspomnienia 1869-1938 - Offizier und Luftpionier. Tatberichte und Erinnerungen 1869-1938 (1940).

## Odznaczenia
- Order Orła Czerwonego IV Klasy
- Order Świętego Jana – Kawaler Honorowy
- Order Henryka Lwa – Kawaler I Klasy
- Order Domowy Lippeński – Krzyż Honorowy IV Klasy
- Order Domowy i Zasługi Księcia Piotra Fryderyka Ludwika – Kawaler II Klasy
- Order Sokoła Białego – Kawaler I Klasy
- Order Ernestyński – Kawaler I Klasy
- Order Fryderyka – Kawaler I Klasy[2]